# Landesanstalt für Umwelt Baden-Württemberg
Die LUBW Landesanstalt für Umwelt Baden-Württemberg (seit 1. Dezember 2017, zuvor: Landesanstalt für Umwelt, Messungen und Naturschutz Baden-Württemberg (LUBW)) ist eine zentrale Institution des deutschen Bundeslands Baden-Württemberg, welche gesetzliche Aufgaben im Bereich des Umwelt-, Arbeits- und Verbraucherschutzes erfüllt und dabei die Landesverwaltung auch beim Natur- und Strahlenschutz auf technischer Ebene unterstützt.
Sie ist eine staatliche „Anstalt des öffentlichen Rechts“. Dabei untersteht sie der Rechtsaufsicht des Ministeriums für Umwelt, Klima und Energiewirtschaft Baden-Württemberg. Die Fachaufsicht übt ebenfalls das baden-württembergische Umweltministerium aus, in Angelegenheiten des gebiets- und verkehrsbezogenen Immissionsschutzes (einschließlich des Lärmschutzes) sowie des Flächenmanagements das Ministerium für Verkehr und Infrastruktur, in Angelegenheiten des technischen Arbeitsschutzes das Sozialministerium, in Angelegenheiten des Naturschutzes das Ministerium für Ländlichen Raum und Verbraucherschutz.
Der Sitz der LUBW ist Karlsruhe; 2015 hat sie 550 Beschäftigte und ein Jahresbudget von 65 Mio. Euro.

## Geschichte
Die LUBW entstand zum 1. Januar 2006 aus der Zusammenlegung der Landesanstalt für Umweltschutz (LfU) mit dem Zentrum für Umweltmessungen, Umwelterhebungen und Gerätesicherheit (UMEG). Zum 1. Dezember 2017 wurde die seitdem geltende Langbezeichnung Landesanstalt für Umwelt, Messungen und Naturschutz Baden-Württemberg auf Landesanstalt für Umwelt Baden-Württemberg geändert, unter Beibehaltung des bisherigen Kürzels.

## Aufgaben
Die LUBW dient der Beratung und fachlichen Unterstützung der Landesregierung von Baden-Württemberg und anderer Landesbehörden. Inhaltlich werden Themenstellungen aus dem Natur-, Umwelt- und Strahlenschutz ebenso abgedeckt wie der technische Arbeitsschutz sowie die Anlagen- und Produktsicherheit. Dazu erfasst die LUBW landesweit Daten zur Umwelt und analysiert Luft-, Wasser- und Bodenproben. Diese werden der Öffentlichkeit in aufbereiteter Form zugänglich gemacht. Die meisten dieser Daten werden seit 2014 den Bürgern über die "Meine Umwelt" App zugänglich gemacht.
Zu Beginn der Tätigkeit der LUBW bzw. LfU stand vor allem die Luftreinhaltung, (zum Beispiel mögliche Maßnahmen und Strategien gegen Wintersmog wie die Entschwefelung und Entstickung von Kohlekraftwerken) sowie die Abgasreinigung von Kraftfahrzeugen im Fokus, später ging es zum Beispiel um die Bekämpfung von bodennahem Ozon („Sommersmog“). Ab 1990 kam auch Feinstaub als Krankheiten-verursachende Umweltbelastung mit der Messung der Luftverschmutzung ins Beobachtungs- und Tätigkeitsspektrum; heute muss zum Beispiel der Anteil von Mikroplastik und Plastikresten auch in den Süßwasser-Vorkommen Baden-Württembergs untersucht werden.